# Al-Khutm
Al-Khutm è un sito archeologico in Oman. Si tratta di una necropoli risalente al III millennio a.C. Dal 1988, insieme ai siti di Bat e Al-Ayn, è stato inserito tra i Patrimoni dell'Umanità dell'UNESCO.
Gli studi svolti negli ultimi 15 anni hanno portato alla scoperta di numerosi insediamenti umani che si estendevano dal Golfo Persico al Golfo di Oman. Le rovine presenti ad Al-Khutm sono quelle del Forte di Pedra, una torre in roccia con un diametro di 20 metri. Si trova a 2 chilometri ad ovest di Bat.
Il sito non è stato sottoposto a restauro o ad altro tipo di manutenzione prima della protezione da parte dell'UNESCO, e solo il suo isolamento ne ha permesso una sufficiente conservazione. Attualmente il sito è protetto dall'articolo 42 del regio decreto numero 6/80. Questo articolo comunque non prevede la sorveglianza del sito, ed uno dei maggiori pericoli è quello degli abitanti locali che vi possano prendere materiale da costruzione.